# Célestin Guynemer de la Hailandière
Pour les articles homonymes, voir Guynemer (homonymie).
Célestin René Laurent Guynemer de la Hailandière (3 mai 1798 - 1er mai 1882) est un prélat français de l'Église catholique romaine. Il est évêque de Vincennes (maintenant archidiocèse d'Indianapolis) de 1839 à 1847. Il est surtout connu pour avoir fait don du terrain où est créée l'Université de Notre-Dame.

## Biographie

### Jeunesse
La Hailandière est né le 3 mai 1798 à Combourg. Il est baptisé le même jour par un prêtre réfractaire qui demeurait dans la maison de son père. La famille s'installe ensuite à Rennes, où La Hailandière commence ses études classiques. À l'âge de dix-neuf ans, il entreprend des études de droit et est admis au barreau. En 1822, après avoir participé à une mission, il décide de devenir prêtre. Lui déconseillant de prendre une décision irréfléchie, son père l'encourage à ne pas renoncer au droit et, grâce à une connaissance, Jacques-Joseph Corbière, le jeune Célestin est nommé juge au tribunal civil de Redon à l'âge de vingt-quatre ans.
Après un bref passage comme juge, il démissionne de son poste et, en octobre 1822, entre au séminaire de Rennes, puis rejoint le séminaire de Saint-Sulpice à Paris. En dehors de ses études, il est affecté à l'enseignement du catéchisme sous la direction de Félix Dupanloup, futur évêque d'Orléans. Célestin est ordonné prêtre le 28 mai 1825 à Paris par Hyacinthe-Louis de Quélen, l'archevêque de Paris. Après quelques mois à Cancale, il est nommé vicaire de la paroisse Saint-Germain à Rennes. En 1836, Simon Bruté de Rémur, évêque de Vincennes, vient à Rennes à la recherche d'un assistant qui pourrait lui servir de vicaire général. L'évêque de Rennes lui recommande le vicaire de Saint-Germain, et Célestin part pour les États-Unis avec Bruté de Rémur.
Le diocèse de Vincennes, qui comprend l'État de l'Indiana et la partie orientale de l'Illinois, était peu peuplé avec seulement quelques petites villes et des fermes largement dispersées. Les Potawatomi et les Miami vivaient dans la partie nord de l'Indiana. Il y avait peu de catholiques. Comme La Hailandière connaissait peu l'anglais, il est chargé de s'occuper des catholiques français vivant à Vincennes et aux alentours.

### Évêque
Le 17 mai 1839, La Hailandière est nommé évêque coadjuteur de Vincennes et évêque titulaire d'Axiéri (de) par le pape Grégoire XVI. À l'époque, il est le plus jeune évêque des États-Unis. Bruté de Rémur envoie La Hailandière comme représentant dans leur France natale afin de collecter des fonds, mais aussi pour recruter des prêtres et inviter des congrégations religieuses à venir dans le diocèse pour enseigner, dispenser une instruction religieuse et aider les malades. Les Sœurs de la Providence de Ruillé-sur-Loir acceptent d'envoyer quelques sœurs, parmi lesquelles la sœur Théodore Guérin. Bruté meurt le 26 juin 1839, alors que La Hailandière est en France.
La Hailandière succède à Bruté de Rémur comme deuxième évêque de Vincennes le 26 juin suivant, et reçoit sa consécration épiscopale en la chapelle du Sacré-Cœur à Paris le 18 août des mains de Charles Forbin-Janson, avec les évêques Louis Blanquart de Bailleul, évêque de Versailles, et Jean-Louis-Simon Lemercier de Beauvais en tant que co-consécrateurs. En 1840, Hailandière assiste au quatrième conseil provincial à Baltimore.
En 1842, l'évêque de La Hailandière offre un terrain au père Édouard Sorin de la congrégation de Sainte-Croix, afin qu'il y construise un collège dans les deux ans. Le Père Sorin arrive sur le site avec huit frères de Sainte-Croix de France et d'Irlande le 26 novembre 1842 et commence l'enseignement en utilisant l'ancienne chapelle en rondins du père Stephen Badin. C'est ainsi que commence l'Université de Notre Dame.
Au cours de son mandat, le tiers oriental de l'Illinois, qui fait jusqu'alors partie du territoire du diocèse, est séparé du diocèse de Vincennes lors de la création du diocèse de Chicago le 28 novembre 1843. Que l'évêque soit perfectionniste, peu clair dans ses instructions ou qu'il manque de confiance en ses subordonnés, La Hailandière a du mal à déléguer une partie de son travail et donc à garder des assistants. La Hailandière démissionna de son poste le 16 juillet 1847, sa santé s'étant dégradée après huit années de service, puis rentra en France. Il est remplacé par Jean-Étienne Bazin.
Il réside à Combourg, où il contribue à la construction et à l'agrandissement de l'église paroissiale et renoue les relations avec Dupanloup, et se met souvent à son service pour des confirmations ou des ordinations au diocèse d'Orléans.

### Décès
Célestin Guynemer de la Hailandière meurt au domaine familial de Triandin, à Combourg, le 1er mai 1882 (deux jours avant son 84e anniversaire), 35 ans après son retour en France. À sa demande, sa dépouille est renvoyée aux États-Unis en novembre 1882 et inhumée dans l'ancienne cathédrale de Vincennes le 22 novembre 1882.